# Alegrete
Alegrete és un municipi brasiler. És el més gran de l'estat de Riu Gran del Sud, ocupant una àrea de 7.804 km² i té una precipitació pluviométrica mitjana de 1525 mm. La seva població estimada per a l'any 2006 era de 88.513 habitants.
La ciutat està situada a una latitud de 29º47'01,63" sud i a una longitud de 55º47'27,54" oest - coordenades del centre de la plaça Getúlio Vargas, estant a una altitud mitjana de 102 m. Va ser fundada en 1817 i va obtenir l'estatut de ciutat el 22 de gener de 1857.

## Història
El poblat, en el marge esquerre del riu Ibirapuitã, va ser fundat el 1817, passant a la categoria de vila el 25 d'octubre de 1831, i des de 1840 fins a 1845 va ser la tercera capital de la nova República Riograndense escindida des de 1836 del llavors Imperi del Brasil.
És la terra natal d'un poeta argentí del segle xix, Olegario V. Andrade, d'Osvaldo Aranha (polític, diplomàtic, estadista i president de l'ONU en 1947) i de Mário Quintana (un dels majors poetes brasilers), el centenari del naixement del qual va ser commemorat el 30 de juliol de 2006.
És considerada la ciutat més "gaúcha" del món. Cada 20 de setembre (Dia del Gaucho), prop de 8.000 cavallers i amazones - de totes les edats, amb les seves robes típiques i els seus cavalls ricament adronats, desfilen orgullosament pels principals carrers de la ciutat. És el més gran desfilada d'aquest tipus a tot el món.
La patrona de la ciutat és "La nostra Senyora de la Concepció Apareguda" i se celebra el dia 8 de desembre.

## Economia
L'activitat econòmica del municipi està donada principalment per l'agricultura (arròs - 45.000 ha) i la ramaderia (536.536 caps de bovins).

## Localització
Alegrete està localitzat a la Frontera Oest de l'estat de Rio Grande do Sul, tenint com a límits als municipis de: Uruguaiana, Quaraí, Itaquí, Manoel Viana, São Francisco de Assis, São Vicente do Sul, Rosário do Sul i Cacequi.